# Klyvstjärtstyrann
Klyvstjärtstyrann (Muscipipra vetula) är en fågel i familjen tyranner inom ordningen tättingar.

## Utseende och läte
Klystjärtstyrannen är en stor tyrann i grått och svart med lång och kluven stjärt. Kroppen är grå, med sotfärgad mask över ögat och mörka vingar och stjärt. Den är mestadels tystlåten, men kan ibland yttra ett lågt "puupi-puupi".

## Utbredning och systematik
Arten förekommer från sydöstra Brasilien (Minas Gerais) till östra Paraguay och nordöstra Argentina. Den placeras som enda art i släktet Muscipipra och behandlas som monotypisk, det vill säga att den inte delas in i några underarter.

## Levnadssätt
Klyvstjärtstyrannen ses födosöka i trädkronor i kanter av bergsskogar och igenväxande buskmarker.

## Status och hot
Arten har ett stort utbredningsområde, men tros minska i antal, dock inte tillräckligt kraftigt för att den ska betraktas som hotad. Internationella naturvårdsunionen IUCN listar arten som livskraftig (LC).